# Victor Abagna Mossa
Victor Abagna Mossa (Makoua, 18 giugno 1946) è un arcivescovo cattolico della Repubblica del Congo, dal 20 agosto 2023 arcivescovo emerito di Owando.

## Biografia
Victor Abagna Mossa è nato il 18 giugno 1946 a Makoua, nella zona centro-settentrionale della Repubblica del Congo.

### Formazione e ministero sacerdotale
Dopo aver conseguito gli studi primari e secondari al Seminario San Pio X nella città natale, ha deciso di seguire la vocazione sacerdotale, iscrivendosi al Seminario maggiore di Brazzaville, nella capitale congolese.
Al termine del percorso di studi in filosofia e teologia, il 29 dicembre 1974 è stato ordinato presbitero, all'età di ventotto anni. Si è incardinato nella diocesi di Fort-Rousset, che a partire dal 3 dicembre 1977 ha assunto il nome di Owando.
All'inizio del 1975 ha ricevuto il primo incarico pastorale, divenendo vicario parrocchiale a Gamboma e professore di francese al liceo Salvator Allende di Makoua, svolgendo questi incarichi per due anni. Nello stesso periodo, ha anche conseguito la laurea in Lettere. Nel 1977 è divenuto professore al Seminario minore di Makoua, divenendone in seguito direttore nel 1979.
Nel 1986 è stato scelto come vicario generale della diocesi di Owando, ruolo svolto per sei anni.
Nel 1992 è stato nominato parroco di San Giovanni Maria Vianney ad Ewo, mentre nel 1997 è stato trasferito alla guida della parrocchia di Boundji.
Infine, nel 1999, grazie alla collaborazione con Xavier Hermand, volontario da sempre dedito alle cause africane, è stato inviato in Belgio, dove ha svolto contemporaneamente gli incarichi di amministratore e cappellano d'ospedale presso la parrocchia del Sacro Cuore e San Carlo a Vedrin les Comognes, vicino a Namur.

### Ministero episcopale
L'11 febbraio 2011 papa Benedetto XVI lo ha nominato vescovo di Owando, sede vacante da più di due anni, dopo la morte del vescovo gesuita Ernest Kombo, deceduto il 22 ottobre 2008. Ha ricevuto la consacrazione episcopale il successivo 26 marzo, nello stadio Félix Eboué a Brazzaville, per imposizione delle mani del cardinale Laurent Monsengwo Pasinya, arcivescovo metropolita di Kinshasa (Repubblica Democratica del Congo), avendo come co-consacranti Stanislas Marie Georges Jude Lalanne, vescovo di Coutances (Francia), e Jan Romeo Pawłowski, arcivescovo titolare di Sejny e nunzio apostolico nella Repubblica del Congo e in Gabon.
Ha scelto come proprio motto episcopale In verbo tuo, che tradotto dal latino vuol dire "Nella tua parola".
Il 25 aprile 2015, l'assemblea riunita degli ordinari diocesani congolesi lo ha eletto primo vicepresidente della Conferenza Episcopale del Congo.
Il 30 maggio 2020, in ambito di una riforma delle circoscrizioni ecclesiastiche della Repubblica del Congo, papa Francesco ha eretto due nuove province ecclesiastiche, elevando al rango di sedi metropolitane le diocesi di Pointe-Noire e Owando. Contestualmente, poco prima di compiere settantaquattro anni, Abagna Mossa è divenuto il primo arcivescovo metropolita di Owando.
Il 20 agosto 2023 papa Francesco ha accolto la sua rinuncia al governo pastorale dell'arcidiocesi di Owando per raggiunti limiti di età.

## Genealogia episcopale e successione apostolica
La genealogia episcopale è:
- Cardinale Scipione Rebiba
- Cardinale Giulio Antonio Santori
- Cardinale Girolamo Bernerio, O.P.
- Arcivescovo Galeazzo Sanvitale
- Cardinale Ludovico Ludovisi
- Cardinale Luigi Caetani
- Cardinale Ulderico Carpegna
- Cardinale Paluzzo Paluzzi Altieri degli Albertoni
- Papa Benedetto XIII
- Papa Benedetto XIV
- Papa Clemente XIII
- Cardinale Enrico Benedetto Stuart
- Papa Leone XII
- Cardinale Chiarissimo Falconieri Mellini
- Cardinale Camillo Di Pietro
- Cardinale Mieczysław Halka Ledóchowski
- Cardinale Jan Maurycy Paweł Puzyna de Kosielsko
- Arcivescovo Józef Bilczewski
- Arcivescovo Bolesław Twardowski
- Arcivescovo Eugeniusz Baziak
- Papa Giovanni Paolo II
- Cardinale Laurent Monsengwo Pasinya
- Arcivescovo Victor Abagna Mossa

La successione apostolica è:
- Arcivescovo Gélase Armel Kema (2022)